# Sân vận động Thể thao Accra
Sân vận động Thể thao Accra (tiếng Anh: Accra Sports Stadium), trước đây có tên là Sân vận động Ohene Djan, là một sân vận động đa năng có sức chứa 39.800 chỗ ngồi ở Accra, Ghana. Sân được sử dụng chủ yếu cho các trận đấu bóng đá. Sân cũng được sử dụng cho rugby union.

## Tổng quan
Sân vận động được khánh thành vào năm 1952 bằng một trận đấu bóng đá giữa Accra XI và Kumasi XI. Ban đầu được gọi là Sân vận động Thể thao Accra, sân được đổi tên thành Ohene Djan, Giám đốc Thể thao đầu tiên của nước này, vào năm 2004 sau khi cải tạo. Việc đổi tên của sân đã gây tranh cãi và phản đối bởi người Ga. Đã có những tranh cãi đang diễn ra về tên của sân vận động. Vào ngày 16 tháng 6 năm 2011, tên "Sân vận động Ohene Djan" trên sân vận động đã được đổi thành "Sân vận động Thể thao Accra" mà không có bất kỳ thông báo chính thức nào của Hội đồng Thủ đô Accra được Chính phủ Quốc hội Dân chủ hỗ trợ. Tên của sân đã được hoàn nguyên lại.
Là một địa điểm được chỉ định tổ chức một số trận đấu của Cúp bóng đá châu Phi 2008, sân vận động được xây dựng lại, nâng cấp và hiện đại hóa để đáp ứng các tiêu chuẩn của FIFA. Công việc trên sân vận động đã hoàn thành vào tháng 10 năm 2007. Sân đã được khánh thành với một giải đấu tứ hùng mà Ghana đã giành chiến thắng (Cúp Zenith).
Sân vận động cũng là sân nhà của một trong những câu lạc bộ nổi tiếng nhất châu Phi, Hearts of Oak cũng như Great Olympics và Legon Cities FC, nhưng các trận đấu của đội tuyển bóng đá quốc gia Ghana đôi khi được tổ chức ở đó.
Trong Cúp bóng đá châu Phi 2000 tại Ghana và Nigeria, sân vận động đã tổ chức 9 trận đấu và cũng là nơi diễn ra trận chung kết năm 1978.